# Un diablo con ángel
Un diablo con ángel es una serie de televisión chilena escrita por Marcelo Castañón, con Alejandro Burr, Alex Bowen y Pablo Díaz como productores ejecutivos. Se estrenó por Televisión Nacional de Chile el 2 de enero de 2017, y concluyó el 8 de mayo de 2017. La historia sigue a un mal hombre que, tras un accidente, vuelve a la vida guiado por su ángel de la guarda y que tendrá solo tres meses más de vida para redimirse y convertirse en una buena persona.
Protagonizada por Benjamín Vicuña en el personaje titular, junto a Daniel Muñoz y Elisa Zulueta. Con Begoña Basauri y César Sepúlveda en roles antagónicos.

## Sinopsis
Gaspar es un ejecutivo exitoso, mujeriego y sin ética, que prioriza la rentabilidad sobre el bienestar de los demás. Blanca, su secretaria, es responsable, eficiente y cree en la conciliación de intereses. Aunque conoce perfectamente a Gaspar, este no le presta atención. Un día, las tres mujeres con las que Gaspar está involucrado coinciden en su oficina, lo que provoca un accidente fatal tras una discusión con Blanca. Al morir, Gaspar es enviado al cielo, donde se le otorgan tres meses para demostrar que puede cambiar y salvar su alma, de lo contrario, irá al infierno.
Regresa a la vida con la misión de hacer el bien y aprender a amar, siendo acompañado por Benito, su ángel de la guarda. Durante este proceso, se reconcilia con su hermana Ximena y enfrenta los desafíos de su entorno laboral, donde debe lidiar con su jefe José Pablo, su amigo Damián y su rival Rafael. A lo largo de su transformación, Gaspar comienza a descubrir el verdadero significado del amor y las relaciones humanas.

## Reparto
Una lista completa del reparto confirmado se publicó a través de Televisión Nacional de Chile el 10 de abril de 2016.

### Principales
- Benjamín Vicuña como Gaspar Muñoz[8]
- Daniel Muñoz como Benito / Ángel Bonilla
- Elisa Zulueta como Blanca Morales
- Begoña Basauri como Bernardita Undurraga[9]
- Josefina Fiebelkorn como Bárbara Cortés
- Mayte Rodríguez como Franca Jiménez
- Tiago Correa como Damián Zegers
- César Sepúlveda como Rafael Balmaceda[10]
- Francisca Gavilán como Ximena Muñoz
- Roberto Farías como Patricio Aguilera
- Catalina Castelblanco como Rocío Aguilera
- Julio Jung como José Pablo Donoso
- Gonzalo Robles como Osvaldo Morales
- Josefina Velasco como Sara López
- Catalina Martin como Fernanda Salazar
- Carolina Paulsen como Maritza Reyes
- Francisco González como Ítalo Quevedo
- Andrés Commentz como Simón Ávila

### Recurrentes e invitados especiales
- Felipe Braun como Ronny Ávila[11]
- Alejandra Fosalba como Marianela Montt[12]
- Pablo Díaz como Gustavo Muñoz
- Mónica Carrasco como Irma
- Christian Sève como Octavio
- Juan Pablo Miranda como Marcos
- Julia Rodríguez como Ivonne
- Bárbara Mundt como Teresa Amenábar
- Renato Illanes como Elías Undurraga
- Daniela Ginestar como María José
- Nicole Pogorelow como Lucy
- Fabricio Vasconcellos como João

## Rodaje
El rodaje comenzó el 7 de abril de 2016 en el edificio Patio Mayor, en la Ciudad empresarial, comuna de Huechuraba. El equipo liderado por el director Matías Stagnaro y la productora DDRío Televisión comenzaron a grabar las primeras escenas de exteriores donde vivían los personajes interpretados por Benjamín Vicuña, Begoña Basauri y Tiago Correa. La serie está realizada en formato de situación, en el que los personajes están enlazados directamente al protagonista durante los acontecimientos que surgen a lo largo de los episodios. 
En cuanto a imagen fue transmitida en formato 1080i (Alta definición).

## Premios y nominaciones
| 2018 | Premios Caleuche |                         |                   |          |
| 2018 | Premios Caleuche | Mejor actor protagónico | Daniel Muñoz      | Nominado |
| 2018 | Premios Caleuche | Mejor actriz de soporte | Francisca Gavilán | Nominada |